# Chełmińska Brygada Obrony Narodowej
Chełmińska Brygada Obrony Narodowej – brygada Obrony Narodowej Wojska Polskiego II RP.

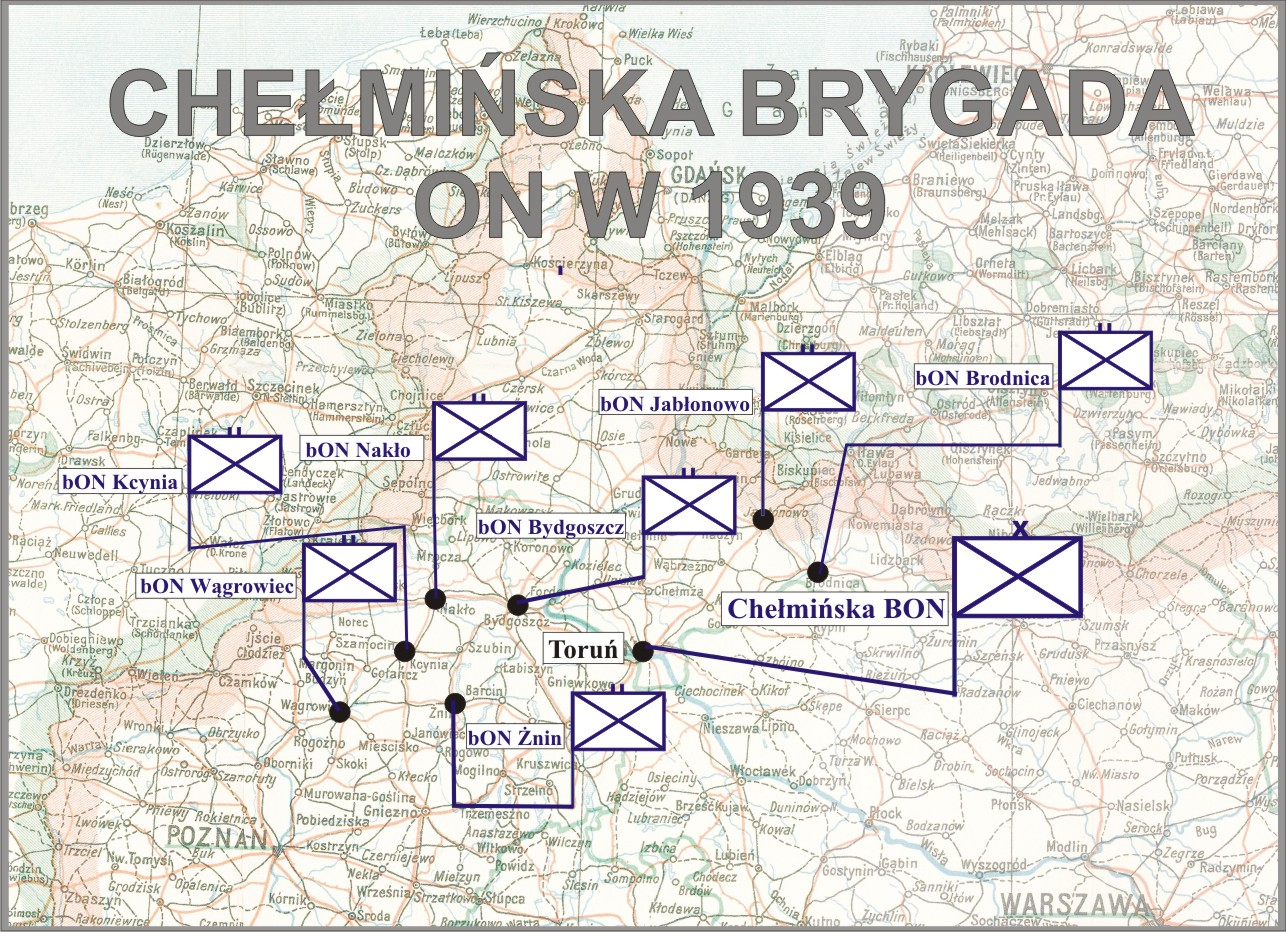
Chełmińska ON

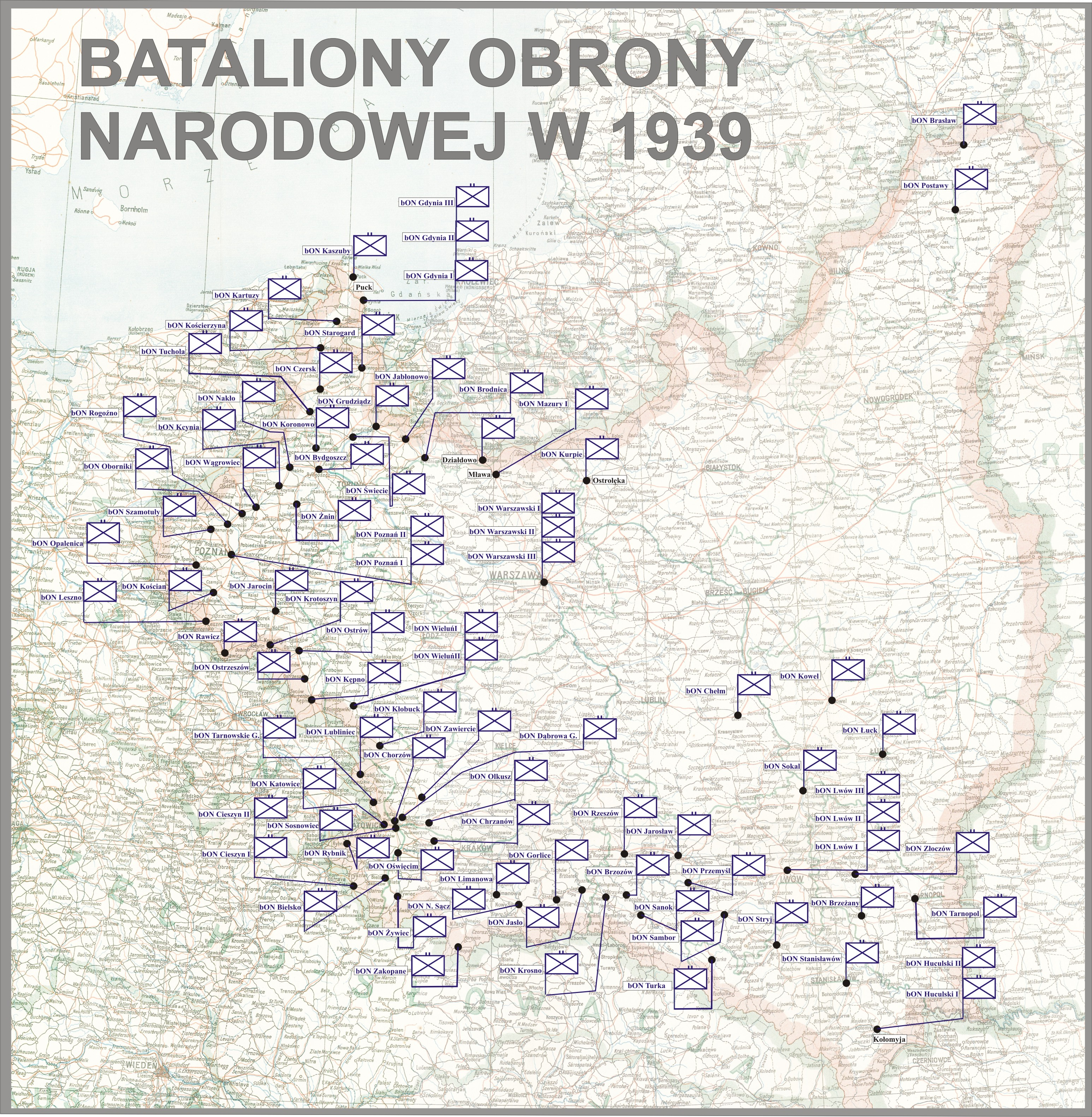
Obrona Narodowa w 1939

## Pomorska Brygada ON w latach 1937–1939
Latem 1937 roku w Toruniu zostało sformowane dowództwo Pomorskiej Brygady ON. Do końca tego roku sformowano i podporządkowano dowódcy brygady sześć batalionów ON: kościerzyński, czerski, tucholski, gniewski, nakielski i kcyński. W międzyczasie, we wrześniu, przemianowane zostały dwa pododdziały: kościerzyński na kościerski i gniewski na starogardzki.
Na stanowisko dowódcy brygady został wyznaczony pułkownik Tomasz Mazurkiewicz, długoletni dowódca 68 pułku piechoty we Wrześni. Dowódca brygady równolegle pełnił obowiązki kierownika Okręgowego Urzędu Wychowania Fizycznego i Przysposobienia Wojskowego oraz referenta dowódcy Okręgu Korpusu Nr VIII w Toruniu, któremu jednostka była bezpośrednio podporządkowana.
W maju 1938 roku brygada podporządkowana została pod względem inspekcji, generałowi dywizji Władysławowi Bortnowskiemu, inspektorowi armii z siedzibą w Toruniu.
23 marca 1939 roku generalny inspektor sił zbrojnych podporządkował brygadę generałowi Bortnowskiemu również pod względem przygotowania prac operacyjnych.
Organizacja pokojowa Pomorskiej Brygady ON w latach 1937-1939
- dowództwo Pomorskiej Brygady ON
- Czerski batalion ON
- Kcyński batalion ON
- Kościerski batalion ON
- Nakielski batalion ON
- Starogardzki batalion ON
- Tucholski batalion ON

## Chełmińska Brygada ON 1939
2 kwietnia 1939 roku Pomorska Brygada ON przemianowana została na Chełmińską Brygadę ON. W jej składzie pozostawiono dwa bataliony ON: kcyński i nakielski, i przeformowano je na etat batalionu ON typ II. Ponadto wiosną tego roku sformowano, według etatu batalionu ON typ IV i podporządkowano dowódcy brygady kolejnych pięć batalionów ON: jabłonowski, brodnicki, wągrowiecki, żniński i bydgoski. Trzy ostatnie pododdziały były przeznaczone dla Kujawskiej Brygady ON, której ostatecznie nie utworzono. Bataliony ON: kościerski, starogardzki, czerski i tucholski podporządkowane zostały dowódcy nowo powstałej Pomorskiej Brygady ON w Świeciu.
Organizacja pokojowa Chełmińskiej Brygady ON wiosną 1939 roku
- dowództwo
- Kcyński batalion ON
- Nakielski batalion ON
- Brodnicki batalion ON
- Bydgoski batalion ON
- Jabłonowski batalion ON
- Wągrowiecki batalion ON
- Żniński batalion ON

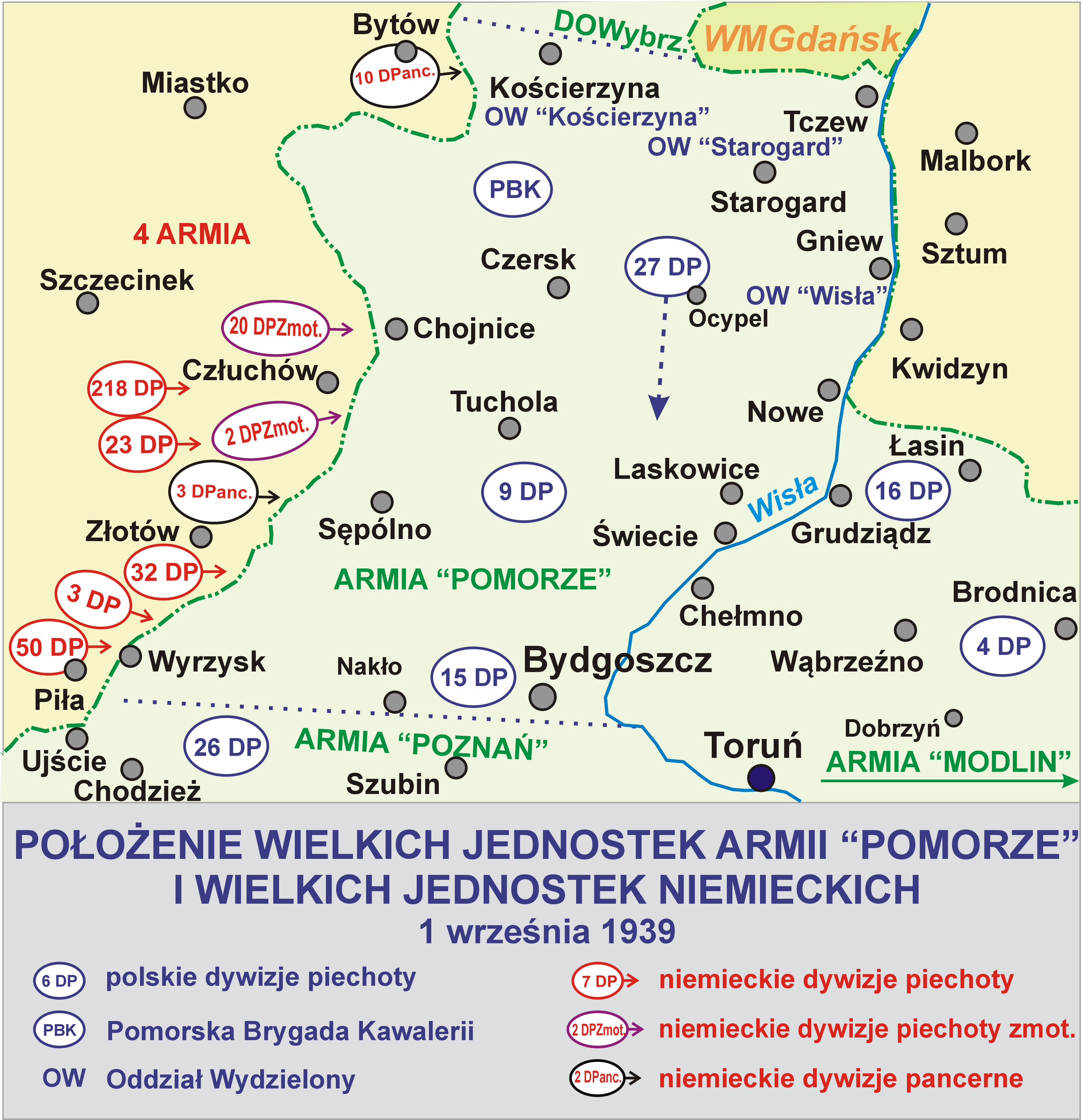
Bataliony ON walczyły w składzie Armii "Pomorze"

Latem Żniński Batalion ON przeformowany został na etat batalionu ON typ S i razem z batalionami: kcyńskim i wągrowieckim, podporządkowany został generałowi dywizji Tadeuszowi Kutrzebie, inspektorowi armii z siedzibą w Warszawie. Wszystkie trzy bataliony kampanię wrześniową rozpoczęły w składzie 26 Dywizji Piechoty (Armia „Poznań”).
W sierpniu 1939 roku nastąpiła zmiana na stanowisku dowódcy brygady. Dotychczasowy dowódca, pułkownik Tomasz Mazurkiewicz został przeniesiony do Departamentu Uzupełnień Ministerstwa Spraw Wojskowych w Warszawie na stanowisko oficera sztabowego do spraw inspekcji komend rejonu uzupełnień. Zastąpił go pułkownik dyplomowany Antoni Jan Żurakowski, długoletni dowódca 24 pułku piechoty w Łucku, ostatnio na stanowisku komendanta miasta Grodna.
W kampanii wrześniowej poszczególne bataliony ON podporządkowane zostały dowódcom wielkich jednostek i grup taktycznych Armii „Pomorze” i walczyły w ich składzie:
- Jabłonowski batalion ON w Oddziale Wydzielonym „Jabłonowo” – 208 pułk piechoty (rezerwowy)
- Brodnicki batalion ON w 4 Dywizji Piechoty
- Bydgoski i Nakielski batalion w 15 Dywizji Piechoty

Dowództwo Chełmińskiej Brygady ON pełniło funkcję Dowództwa Oddziału Wydzielonego "Toruń", w składzie którego nie było żadnych pododdziałów ON.
| K. Pindel (1979) | K. Ciechanowski (1983) | T. Jurga (1975) | E. Kozłowski (1974) | T. Böhm (1996) | Jednostka administracyjna |
| ---------------- | ---------------------- | --------------- | ------------------- | -------------- | ------------------------- |
| Jabłonowski      | Jabłonowski            | Jabłonowski     | Jabłonowski         | Jabłonowski    | 63 pp                     |
| Brodnicki        | Brodnicki              | Brodnicki       | Brodnicki           | Brodnicki      | 67 pp                     |
| Bydgoski         | Bydgoski               | Bydgoski        | Bydgoski            | Bydgoski       | 61 pp                     |
| Nakielski        | Nakielski              | –               | Nakielski           | Nakielski      | 61 pp                     |
| Kcyński          | Kcyński                | –               | Kcyński             | Kcyński        | 62 pp                     |
| Wągrowiecki      | –                      | –               | Wągrowiecki         | Wągrowiecki    | 61 pp                     |
| Żniński          | –                      | –               | Żniński             | Żniński        | 62 pp                     |
| –                | –                      | Koronowski      | –                   | –              | 61 pp                     |
| –                | –                      | Świecki         | –                   | –              | 66 pp                     |

## Obsada personalna brygady
Dowódcy brygady
- płk piech. Tomasz Mazurkiewicz (1937 - VII 1939)[1]
- płk dypl. Antoni Jan Żurakowski (VIII-IX 1939)

Oficerowie sztabu
- mjr adm. (piech.) Tadeusz Jakub Konarski (III 1939)[1]
- mjr dypl. Edmund Michalski